# Corydalis pachycentra
Corydalis pachycentra är en vallmoväxtart som beskrevs av Adrien René Franchet. Corydalis pachycentra ingår i släktet nunneörter, och familjen vallmoväxter. Inga underarter finns listade i Catalogue of Life.